# ユーフィット
株式会社ユーフィット（英: Ufit Co., Ltd）は、かつて存在した旧・東海銀行系列のシステムインテグレーター（独立系）。愛知県名古屋市西区と東京都港区に本社を置いていた。

## 沿革
- 1970年（昭和45年）7月 - 東海銀行（現・三菱UFJ銀行）のコンピュータ受託計算部門が分離独立し、当社の前身にあたるセントラルシステムズ株式会社を資本金5,000万円で設立。
- 1971年（昭和46年）1月 - 株式会社システムサポート設立。
- 1973年（昭和48年）1月 - 株式会社シーエス東京（現・シーエスティ）設立。
- 1984年（昭和59年）6月 - ｢中小企業VAN｣として、郵政省（現・総務省）に登録。
- 1985年（昭和60年）4月 - ｢一般第二種電気通信事業者（現・届出通信事業者）｣として、郵政省（現・総務省）に登録。
- 1987年（昭和62年）8月 - 株式会社シーエスエイ（現・システムサポート）設立。
- 1989年（平成元年）3月 - ｢システムインテグレータ企業｣として通商産業省（現・経済産業省）から認定される。
- 1991年（平成3年）
  - 2月 - アーバンネットCSビル竣工。東京センター・名古屋センターを統合。
  - 9月 - 名古屋事業所（アーバンネットCSビル）が「情報サービス電子計算機システム安全対策実施事業所」として通商産業省（現・経済産業省）から認定される。
- 1995年（平成07年）3月 - ｢特定システムオペレーション企業｣として通商産業省（現・経済産業省）から認定。
- 1998年（平成10年）4月 - 東海バンキングソフトウエア株式会社と合併。
- 2000年（平成12年）4月 - ｢ISO 9000｣認証取得。
- 2001年（平成13年）
  - 4月 - UFJホールディングス（当時）発足に伴い、社名を｢株式会社ユーフィット｣に変更。三和銀行（現・三菱UFJ銀行）システム部門の開発・運用管理業務を統合。
  - 8月 - ｢プライバシーマーク｣取得。
- 2003年（平成15年）6月 - ｢情報セキュリティマネジメントシステム（ISMS）｣取得。
- 2004年（平成16年）4月 - UFJIS株式会社を分離。TIS株式会社からの資本参加を受け、同社グループの一員となる。
- 2006年（平成18年）8月 - 東京本社をシーバンスに移転。東京地区事業所の移転・統合。
- 2007年（平成19年）7月 - 企業理念の制定。
- 2008年（平成20年）
  - 4月 - TISとインテックホールディングスの経営統合に伴い、ITホールディングスグループの一員へ。
  - 7月 - 株式会社システムサポートと株式会社シーエスエイが経営統合し、株式会社システムサポートを設立。
- 2010年（平成22年）5月 - 名古屋本社を名古屋プライムセントラルタワーに移転。
- 2011年（平成23年）4月 - TIS株式会社、ソラン株式会社と合併し解散。

## 子会社
- 株式会社システムサポート
- 株式会社シーエスティ